# Comuna Pristol, Mehedinți
Pristol este o comună în județul Mehedinți, Oltenia, România, formată din satele Cozia și Pristol (reședința).

## Geografie
Comuna Pristol este poziționată în Câmpia Olteniei la confluența Dunării cu Timocul, totodată fiind și un punct de frontieră triplă între România, Serbia și Bulgaria.

## Demografie
Componența etnică a comunei Pristol
     Români (93,06%)
     Alte etnii (0,64%)
     Necunoscută (6,3%)
Componența confesională a comunei Pristol
     Ortodocși (93,22%)
     Alte religii (0,4%)
     Necunoscută (6,38%)
Conform recensământului efectuat în 2021, populația comunei Pristol se ridică la 1.254 de locuitori, în scădere față de recensământul anterior din 2011, când fuseseră înregistrați 1.457 de locuitori. Majoritatea locuitorilor sunt români (93,06%), iar pentru 6,3% nu se cunoaște apartenența etnică. Din punct de vedere confesional, majoritatea locuitorilor sunt ortodocși (93,22%), iar pentru 6,38% nu se cunoaște apartenența confesională.

## Politică și administrație
Comuna Pristol este administrată de un primar și un consiliu local compus din 9 consilieri. Primarul, Ion Neamțu[*], de la Partidul Social Democrat, este în funcție din 2008. Începând cu alegerile locale din 2024, consiliul local are următoarea componență pe partide politice:
|  | Partid                          | Consilieri | Componența Consiliului | Componența Consiliului | Componența Consiliului | Componența Consiliului | Componența Consiliului |
|  | ------------------------------- | ---------- | ---------------------- | ---------------------- | ---------------------- | ---------------------- | ---------------------- |
|  | Partidul Social Democrat        | 5          |                        |                        |                        |                        |                        |
|  | Alianța pentru Unirea Românilor | 3          |                        |                        |                        |                        |                        |
|  | Partidul Național Liberal       | 1          |                        |                        |                        |                        |                        |